# Ermita de Sant Vicent del Mas del Jutge
L'Ermita de Sant Vicent del Mas del Jutge, o Ermita i campanar de Sant Vicent del Mas del Jutge, és un edifici religiós situat a la pedania del Mas del Jutge de Torrent. És Bé de Rellevància Local amb identificador nombre 46.14.244-021.